# 좌성초등학교
좌성초등학교(左城初等學校)는 대한민국 부산광역시 동구 범일동에 있었던 공립 초등학교이다.

## 학교 연혁
- 1953년 6월 3일: 좌성국민학교 설립인가
- 1953년 7월 10일: 개교, 수정국민학교, 성남국민학교에서 분리
- 2021년 2월 28일: 폐교[1]